# Communauté de communes Mâconnais-Val de Saône
Die Communauté de communes Mâconnais-Val de Saône war ein französischer Gemeindeverband mit der Rechtsform einer Communauté de communes im Département Saône-et-Loire in der Region Bourgogne-Franche-Comté. Er wurde am 30. November 1993 gegründet und umfasste zwölf Gemeinden. Der Verwaltungssitz befand sich im Ort Fleurville.

## Historische Entwicklung
Am 1. Januar 2017 wurde der Gemeindeverband mit der Communauté de communes du Tournugeois zur neuen Communauté de communes Mâconnais-Tournugeois zusammengeschlossen.

## Ehemalige Mitgliedsgemeinden
1. Bissy-la-Mâconnaise
2. Burgy
3. Chardonnay
4. Clessé
5. Cruzille
6. Fleurville
7. Grevilly
8. Lugny
9. Montbellet
10. Saint-Albain
11. Saint-Gengoux-de-Scissé
12. Viré